# Aurelio Iragorri Hormaza
Aurelio Iragorri Hormaza (28 de abril de 1937 - 7 de setembro de 2020) foi um político colombiano que foi presidente da Câmara dos Representantes e senador.
Iragorri morreu de complicações associadas ao COVID-19 no dia 7 de setembro de 2020, aos 83 anos de idade.